# 點南乳魚
點南乳魚，為輻鰭魚綱胡瓜魚目南乳魚科的其中一種，分布於澳洲南部的淡水、半鹹水、海水域，體長可達20公分，幼魚生活在沿海，成熟後會洄游至沙石底質、植被生長的溪流、湖泊、水塘，肉食性，以昆蟲為食。

## 擴展閱讀
維基物種上的相關：點南乳魚